# Bessie Head
Bessie Emery Head (n. 1937, Pietermaritzburg, Africa de Sud - 1986) a fost o scriitoare din Botswana.